# Bruno Paul Hetze
Bruno Paul Hetze (* 11. September 1866 in Chemnitz; † 27. April 1901 in München) war ein deutscher Maler.

## Leben
Hetze studierte ab dem 15. März 1889 an der Akademie der Bildenden Künste München. Er war Schüler von Johann Caspar Herterich und Wilhelm von Diez und malte vorwiegend Landschaften. Ab 1895 war er auf Ausstellungen vertreten. Seine Werke werden als „ob ihrer Schlichtheit sympathischen, von echtem Empfinden beseelten Kunst, die in ihren Werken den Zauber friedsamer Natur zum Beschauer sprechen liess“ umschrieben. Seine Motive und die elegische Stimmung waren vermutlich von dem Lungenleiden und eine Vorahnung des frühen Todes geprägt. Emil Dinier fertigte ein Porträtrelief von ihm an. Die Zeitschrift Die Kunst für Alle zeigte einige Bilder von ihm.

## Ausstellungen (Auswahl)
Bei der 1901 erfolgten Gedächtnisausstellung wurden die Werke von Hetze im Eingangssaal des Ausstellungsgebäudes gezeigt. Auch dort wurde besonders die Natürlichkeit seiner Bilder gerühmt. So heißt es: „Wiesenduft und Waldesrauschen weht uns von Hetzes Tafeln entgegen.“
- München: Sezession 1895, 96, 99, 1900, Gedächtnisausstellung im Winter 1901/02 (für die 1901 verstorbenen Künstler Paul Hetze, Arthur Langhammer und Wilhelm Volz), Glaspalast 1897, 1901
- Berlin: Sezession 1900, Große Kunstausstellung 1896, 1897
- Dresden: 1899, 1901

## Werke (Auswahl)

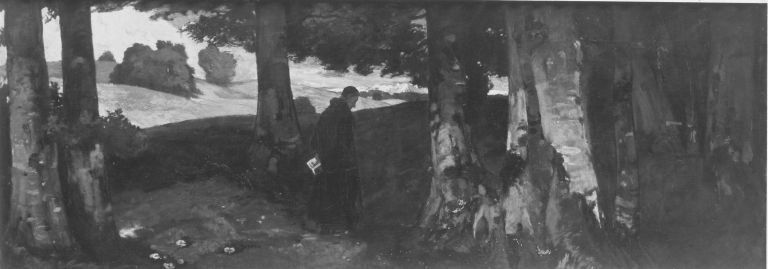
Einsam

- Einsam (im Wald wandernder Mönch), 1900, Neue Pinakothek, München